# Sven Ryde
Sven Herbert Ryde, född 16 april 1902 i Västervik, död 5 augusti 1994 i Helsingborg, var en svensk hovapotekare.
Sven Ryde avlade studentexamen 1920 vid högre allmänna läroverket i Helsingborg, studerade vid Kungliga farmaceutiska institutet i Stockholm och avlade apotekarexamen 1925. 1954 utnämndes han av Kungl. Maj:t till innehavare av apoteksprivilegiet för Hovapoteket Kärnan i Helsingborg, vilket han innehade till 1969. Under många år stod han för leveranserna av mediciner till hovet på Sofiero.
Han var gift med farm. kand. Valborg Ryde. Makarna Ryde grundade ett apoteksmuseum på Helsingborgs stadsmuseum i Fredriksdal museer och trädgårdar som visar den apparatur och utrustning som användes under senare delen av 1800- och början av 1900-talet.  
Deras son Arne Ryde (1944–1968) avled efter en bilolycka endast 23 år gammal.  För att hedra honom inrättades 1971 Arne Rydes stiftelse som har till ändamål att främja avancerad forskning vid Nationalekonomiska institutionen vid Ekonomihögskolan vid Lunds universitet. Sven och Valborg Ryde promoverades båda till ekonomie hedersdoktorer vid Lunds universitet 1985.
Sven Ryde var bror till Nils Ryde. Makarna Ryde är begravda på Donationskyrkogården i Helsingborg.